# Jóhan Hansen
Jóhan á Plógv Hansen, né le 1er mai 1994 à Tórshavn aux Îles Féroé, est un handballeur international danois évoluant au poste d'ailier droit au SG Flensburg-Handewitt depuis 2022.

## Biographie
Jóhan á Plógv Hansen débute le handball à l'âge de 4 ans au Kyndil Tórshavn en tant que gardien.
En 2012, il joue avec l'équipe nationale des Îles Féroé. En 2015, il est vice-champion du monde avec l'équipe nationale danoise de handball des moins de 21 ans.

## Palmarès

### En club
- Vainqueur du Championnat du Danemark (1) : 2016

### En équipe nationale
Jeux olympiques
- Médaille d'argent aux Jeux olympiques de 2020 à Tokyo,  Japon

Championnat du monde
- Médaille d'or au championnat du monde 2019
- Médaille d'or au championnat du monde 2021
- Médaille d'or au championnat du monde 2023
- Médaille d'or au championnat du monde 2025

Championnat d'Europe
- 13e place au championnat d'Europe 2020
- Médaille de bronze au championnat d'Europe 2022
- Médaille d'argent au championnat d'Europe 2024